# Pete Escovedo
Peter Michael Escovedo (Pittsburg, California, 13 de julio de 1935) es un percusionista estadounidense de jazz latino, de origen mexicano.

## Biografía
Con sus dos hermanos, Pete formó el Escovedo Bros Latin Jazz Sextet, colaborando más tarde con la banda de jazz rock y rock latino, Santana. Posteriormente, lideró una big band, que llegó a contar con 24 miembros en su formación, llamada Azteca.
Pete ha tocado con músicos de muchos estilos, entre ellos Herbie Hancock, Mongo Santamaria, Bobby McFerrin, Cal Tjader, Woody Herman, Stephen Stills, Billy Cobham, Anita Baker, George Duke o Boz Scaggs.
Es padre de Sheila Escovedo, aka Sheila E., y de Peter Michael Escovedo (Wayne Brady Show Band), y hermano de  Alejandro Escovedo, Coke Escovedo, Javier Escovedo, Bobby Escovedo y Mario Escovedo (The Dragons), con los que ha colaborado en sus grabaciones.

## Discografía
- 1977: Solo Two (Fantasy Records)
- 1978: Happy Together (Fantasy Records)
- 1982: Island (EsGo/Fantasy)
- 1985: Yesterday's Memories: Tomorrow's Dreams (Concord Crossover)
- 1987: Mister E(Concord Crossover)
- 1995: Flying South (Concord Picante)
- 1997: E Street (Concord Jazz)
- 2000: E Musica (Concord Jazz)
- 2001: Whatcha Gonna Do [en vivo] (Concord Jazz)
- 2003: Live  [en vivo]